# Heinz Neumann (Architekt)
Heinz Neumann (* 30. August 1941 in Wien) ist ein Wiener Architekt. Sein Architektur- und Ingenieurbüro HNP architects ZT GmbH. ist in der Öffentlichkeit vor allem bekannt durch seine Büro- und Hochhausbauten, von denen ein Großteil in Wien steht, es entwirft aber auch Wohnhäuser und Inneneinrichtungen.

## Leben
Neumann absolvierte von 1960 bis 1967 sein Architekturstudium an der TU Wien, arbeitete bereits während diesem zeitweise bei den finnischen Architekten Alvar Aalto und Erko Virkkunen, sowie dem Schweizer Architekten Jean Serrex. Anschließend war er im Architekturbüro von Eugen Wörle und ab 1968 bei Karl Schwanzer tätig. Von 1969 bis 1970 leitete er die Abteilung Bau- und Betriebsorganisation der Wiener Ford-Werke. Seit Erlangen seiner Ziviltechnikerbefugnis 1973 ist er freischaffend. Sein Büro beschäftigt etwa 70 Mitarbeiter. Jährlich werden etwa 20 bis 25 Projekte entwickelt und geplant, vom Hochhaus bis zum Möbeldesign. Seit 1999 hat Neumann an der TU Wien einen Lehrauftrag.

## Anerkennungen
- 1993 Adolf-Loos-Architekturpreis der Raiffeisenlandesbank Wien-Niederösterreich für Bürobauten
- 1995 Otto-Wagner-Städtebaupreis
- 1999 Pilgram-Preis
- 2002 Titel Professor vom Bundesministerium für Bildung, Wissenschaft und Kultur
- 2006 Österreichischer Bauherrenpreis für den Uniqa Tower
- 2006 Österreichischer Bau-Preis gemeinsam mit M&S Architekten für das Haus der Forschung in Wien-Alsergrund
- 2015 Goldenes Ehrenzeichen für Verdienste um das Land Wien
- Mitglied der Europäischen Akademie der Wissenschaften und Künste[1]

## Bauten (Auswahl)

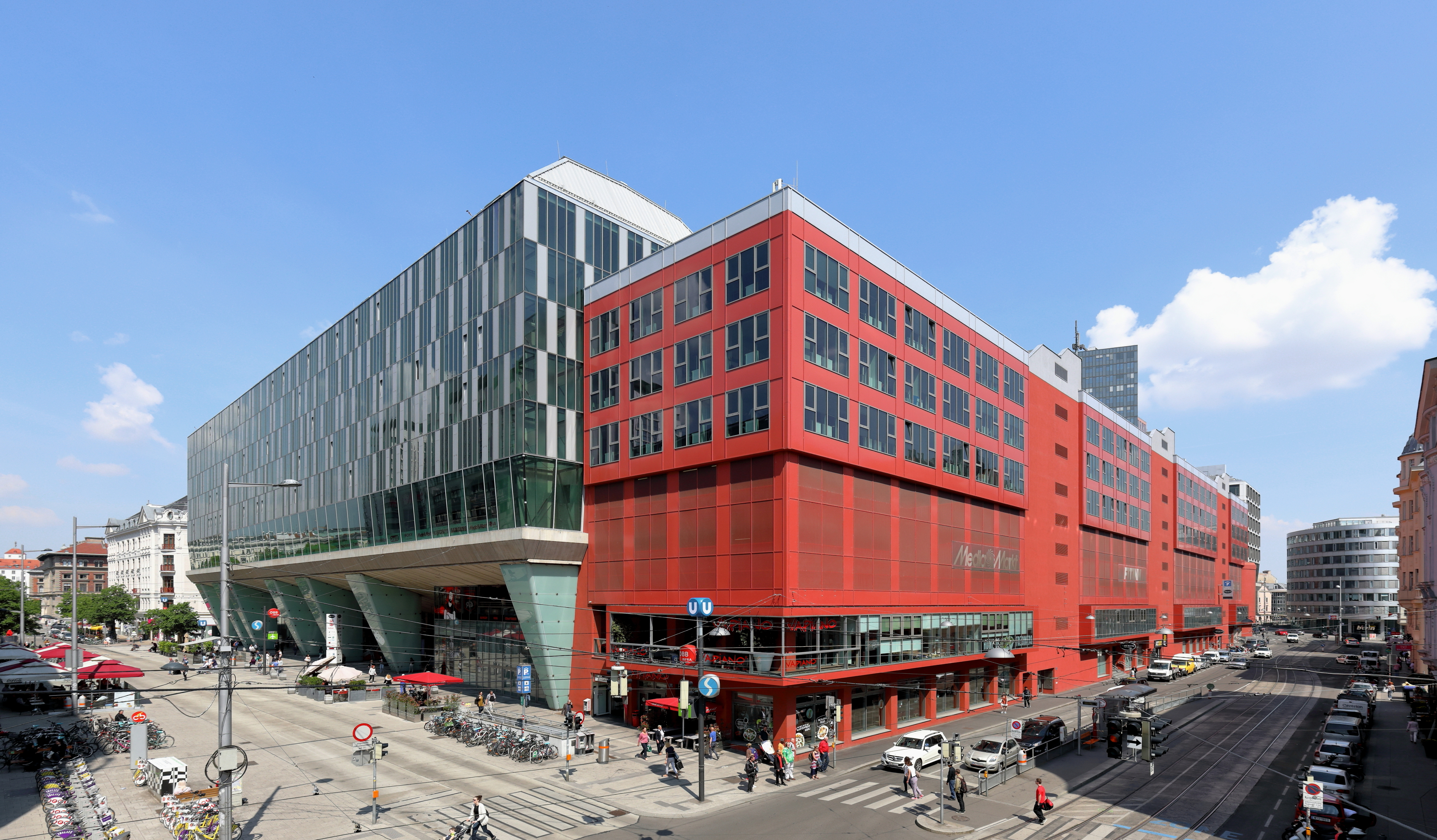
Überbauung Bahnhof Wien Mitte

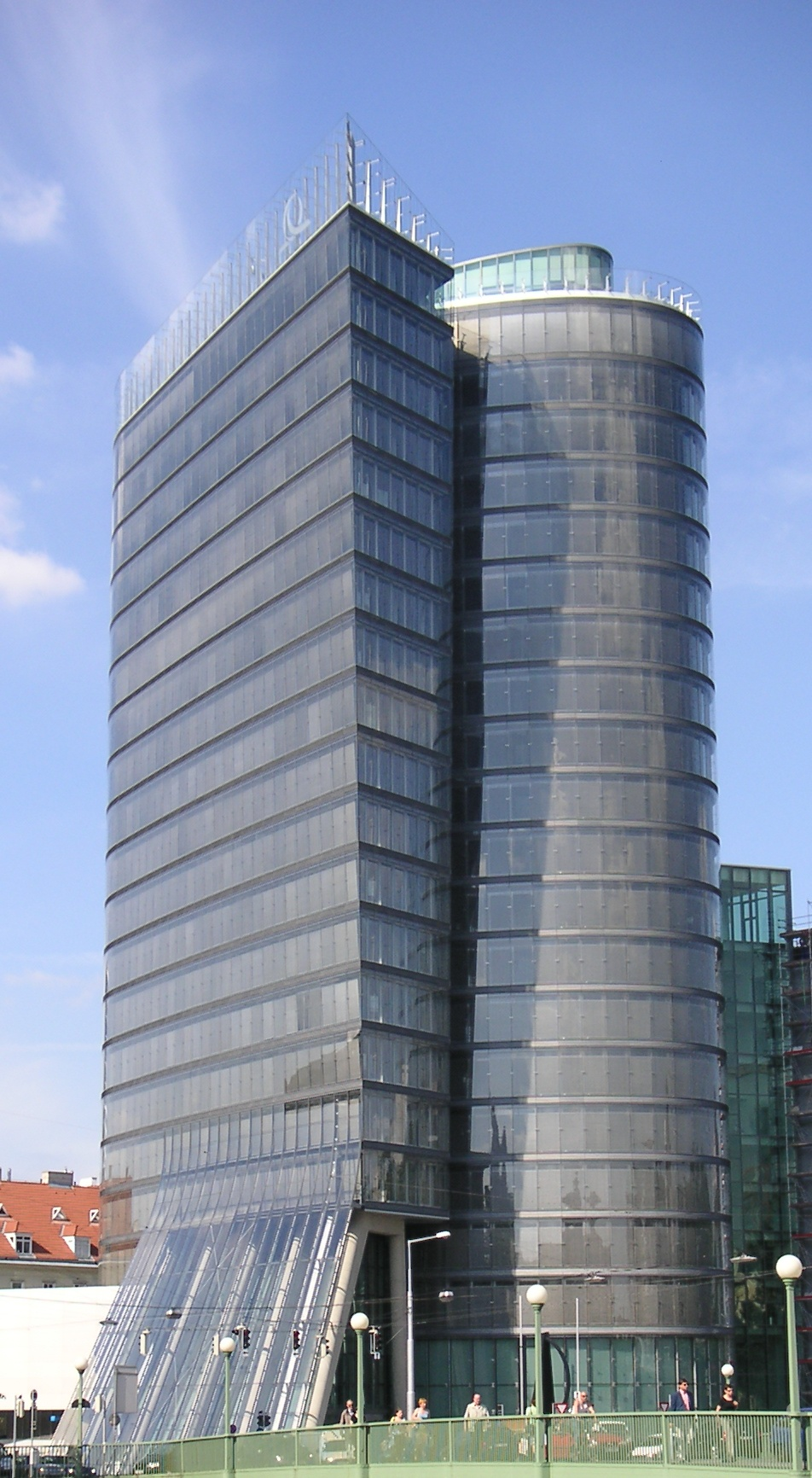
Uniqa Tower

- Uniqa Tower, Wien. Neumann ging als Sieger aus dem für diesen Bau von der Bauherrin Uniqa Versicherungen AG veranstalteten Wettbewerb unter acht renommierten europäischen Architekturbüros hervor.
- Erster Masterplan für die Donau City, einen jungen Stadtteil im 22. Wiener Gemeindebezirk Donaustadt (1999, zusammen mit Adolf Krischanitz), sowie den dortigen Ares Tower (1999/2001) und zusammen mit Hans Hollein den Saturn Tower (2003/2004)
- Euro Plaza, Wien, Businesspark am Wienerberg
- Entwurf des neuen Wiener Westbahnhofes
- Feuerwache Kaisermühlen, Wien, 22. Bezirk, 1995
- Zusammenarbeit mit Karl Schwanzer bei der Entwicklung des BMW-Hochhauses in München (Spitzname „Vierzylinder“).
- Druckereigebäude für den Verlag „Die Ganze Woche“
- Wohnturm Kundratstraße, Wien
- Landesdienstleistungszentrum, Linz
- Revitalisierung der Ringstraßen-Galerien, des Palais Corso und Grandhotel Corso (zusammen mit Georg Lippert und Wilhelm Holzbauer)
- Haus der Forschung, in Wien, gemeinsam mit M&S Architekten Christian Mascha und Christian Seethaler
- Wohnhausanlage Handelskai
- Generali-Center
- Überbauung Bahnhof Wien Mitte (2007–2013; Projektgemeinschaft der beiden Architekturbüros Neumann + Steiner sowie Manfred Ortner & Laurids Ortner)[2]
- Central Hub Siemensstraße
- Muthgasse 50
- Muthgasse 105
- Muthgasse 107
- Muthgasse 109 A und 109 B
- Square+ Haus 1
- Square+ Haus 2
- Bürohaus Mosslackengasse
- Monte Laa 3
- Monte Laa 5
- Denkmalpflege:
  - Kahlenbergerstraße 26
  - Am Hof Park Hyatt
  - Goldenes Quartier
  - Riemergasse 7
  - Schottengasse 6